# Chen Wen-huei
Chen Wen-huei (n. 23 februarie 1997, 新北市⁠(d), Taiwan) este o sportivă ce a reprezentat Taiwan, medaliată olimpică. A participat la o ediție a Jocurilor Olimpice (2020) în care a câștigat o medalie de bronz.